# Union majorquine
L'Unió Mallorquina (Union majorquine) est un parti politique espagnol, présent dans les Baléares, qui fut fondé en 1982. Il est membre de l'Internationale libérale et du parti européen ELDR (depuis avril 2006).

## Présentation
Le parti a obtenu vingt-huit mille voix aux élections de 2007, soit 6,75 % des suffrages exprimés.
Pour les élections européennes de juin 2009, il fait partie de la Coalition pour l'Europe, avec d'autres partis régionalistes.
Ses dirigeants ont été impliqués dans de graves affaires de corruption.